# Always on the Run (chanson d'Isaak)
Singles de Isaak Guderian
Postcard
(2023)
Chansons représentant l'Allemagne au Concours Eurovision de la chanson
Blood & Glitter de Lord of the Lost
(2023)
Always on the Run est une chanson du chanteur allemand Isaak Guderian. À la suite de sa victoire à l'Eurovision Song Contest – Das deutsche Finale 2024, la chanson est sélectionnée pour représenter l'Allemagne au Concours Eurovision de la chanson 2024 à Malmö.

## Concours Eurovision de la chanson 2024

### Composition
La chanson est écrite et composée par Isaak Guderian, Kevin Lehr, Leo Jupiter et Greg Taro et est produite par Lost et Leo Jupiter. La chanson sort le 19 janvier 2024 dans le cadre de sa participation à l'Eurovision Song Contest – Das deutsche Finale 2024. Isaak la décrit comme un aperçu de son esprit « conflictuel » à travers un « son puissant » associé à des « moments calmes ».

### Eurovision Song Contest – Das deutsche Finale 2024
Le 16 février 2024, Isaak Guderian participe à la finale  de la sélection nationale allemande pour le concours Eurovision de la chanson aux côtés de huit autres candidats. Avant sa prestation, le chanteur n'avait pas été favorisé en tant que candidat. Le vote des téléspectateurs et l'évaluation du  jury international lui ont permis d'obtenir un total de 24 points, soit 4 points d'avance sur Max Mutzke, arrivé en deuxième position. Isaak et sa chanson Always on the Run sont ainsi sélectionnés pour représenter l'Allemagne au Concours Eurovision de la chanson 2024.

### A l'Eurovision
En tant que membre du Big Five, l'Allemagne est automatiquement qualifiée pour la finale qui a lieu le 11 mai 2024 en direct de Malmö.